# Niphocona alboapicalis
Niphocona alboapicalis är en fjärilsart som beskrevs av Bethune-Baker 1908. Niphocona alboapicalis ingår i släktet Niphocona och familjen nattflyn. Inga underarter finns listade i Catalogue of Life.